# ポール・ショー
ポール・ショー（Paul Shaw、1971年5月5日 - ）は、イギリスの車いすラグビー指導者、元選手。現在車いすラグビーイギリス代表のヘッドコーチを務めている。

## 略歴
1995年から2008年まで車いすラグビー選手としてプレーしてシドニーパラリンピック・アテネパラリンピック・北京オリンピックのイギリス代表に選ばれた。
2013年、イギリス代表のヘッドコーチに就任。
そして2021年、東京2020パラオリンピック競技大会ではイギリス代表初のメダルとなる金メダル獲得。